# Gabin Moreau
Gabin Moreau (Straatsburg, 28 september 1988) is een Frans rallynavigator, actief naast Stéphane Lefebvre in het wereldkampioenschap rally bij het fabrieksteam van Citroën.